# Ishii Kikujirō
Ishii Kikujirō (石井 菊次郎, Ishii Kikujirou)(24. april 1866 i Tokyo-25. maj 1945) var en japansk greve og diplomat.

## Karriere
Ishii var ambassadesekretær 1891-1896 i Paris og 1896-1900 i Peking, derefter ansat i krigsministeriet, i den sidste tid som vice-minister. Ishii var 1912-1915 ambassadør i Paris, i perioden juli 1915-oktober 1916 udenrigsminister, hand blev i 1917 sendt på en særlig mission til USA og var siden i tiden februar 1918-juni 1919 ambassadør i Washington og fra oktober 1920 atter ambassadør i Paris.
Ishii repræsenterede Japan i Folkeforbundets råd (1920) og var desuden første japanske delegerede ved delegeredeforsamlingens møder i Genève.